# SK Neptun
Simklubben Neptun, SK Neptun, Neppan, bildades den 12 oktober 1906, är en svensk simklubb belägen i Stockholm med huvudverksamhet på Eriksdalsbadet och i centrala och södra Stockholm. Simklubben Neptun bedriver verksamhet inom alla simidrotter: simning, simhopp, vattenpolo, konstsim och masters. Föreningen medlem i Svenska simförbundet är Sveriges största simförening med över 5000 medlemmar. 
Bland simmare som representerat Simklubben Neptun finns Therese Alshammar, Mikaela Laurén, Stefan Nystrand, Simon Sjödin, Petter Stymne, Jennie Johansson, Lisa Nordén och Johannes Skagius. Klubben var med och initierade Riddarfjärdssimningen i Stockholm och är fortfarande medarrangör till tävlingen. Simklubben Neptun har flera gånger blivit utsedd till den bästa simklubben i Sverige under JSM, SM, Sum-Sim (USM) och Masters-SM.

## Olympier genom tiderna
Genom historien har många framgångsrika neptunare representerat Sverige under de olympiska spelen och år 2000 knep Therese Alshammar hem tre medaljer: Silver på 50 m frisim & 100 m frisim samt brons på 4x100 m frisim
| Årgång                      | Stad och land             | Deltagare | Medaljer |
| --------------------------- | ------------------------- | --- | --- |
| Olympiska sommarspelen 2016 | Rio de Janeiro, Brasilien | Jennie Johansson (simning), Simon Sjödin (simning) | |
| Olympiska sommarspelen 2008 | Peking, Kina              | Elina Eggers (simhopp), Petter Stymne (simning), Stefan Nystrand (simning), Therese Alshammar (simning), Simon Sjödin (simning).                                                                                         | |
| Olympiska sommarspelen 2004 | Aten, Grekland            | Therese Alshammar (simning), Petter Stymne (simning). | |
| Olympiska sommarspelen 2000 | Sydney, Australien        | Johan Wallberg (simning), Therese Alshammar (simning). | Therese Alshammar, Silver på 50 m frisim & 100 m frisim samt brons på 4x100 m frisim.                                                                            |
| Olympiska sommarspelen 1996 | Atlanta, USA              | Johan Wallberg (simning), Therese Alshammar (simning). | |
| Olympiska sommarspelen 1980 | Moskva, Sovjetunionen     | Helena Peterson (simning), Hans Lundén (vattenpolo), Christer Stenberg (vattenpolo), Arne Danner (vattenpolo) | Helena Peterson, Silver på 4x100m frisim. |
| Olympiska sommarspelen 1976 | Montréal, Kanada          | Gunilla Leinsköld (simning). | |
| Olympiska sommarspelen 1968 | Mexico City, Mexiko       | Elisabeth Morris Elenbring (tidigare Ljunggren, simning), Lester Eriksson (simning). | |
| Olympiska sommarspelen 1964 | Tokyo, Japan              | Ann-Chirstine Hagberg (simning), Bengt Signahl (tidigare Nordvall, simning), Elisabeth Morris Elenbring (tidigare Ljunggren, simning), Lester Eriksson (simning), Majvor Welander (simning), Per-Ola Lindberg (simning). | |
| Olympiska sommarspelen 1960 | Rom, Italien              | Bengt Signahl (tidigare Nordvall, simning), Bibbi Dobkoulsky (tidigare Segerström, simning), Jane Cederqvist (simning), Lars-Eric Bengtsson (simning), Per-Ola Lindberg (simning), Per-Olov Ericsson (simning)           | Jane Cederqvist, Silver på 400m frisim. |
| Olympiska sommarspelen 1956 | Melbourne, Australien     | Anita Meredith (tidigare Hellström, simning), Anna-Stina Wahlberg-Baidinger (simhopp) | |
| Olympiska sommarspelen 1952 | Helsingfors, Finland      | Anna-Stina Wahlberg-Baidinger (simhopp), Ingegärd Fredin (simning), Maud Svensson (tidigare Berglund, simning), Ulla-Britt Öberg (tidigare Eklund, simning), Marianne Grane (tidigare Lundqvist, simning).               | |
| Olympiska sommarspelen 1948 | London, Storbritannien    | Martin Lundén (simning), | |
| Olympiska sommarspelen 1936 | Berlin, Tyskland          | Runor Sandström (vattenpolo), Sven Pettersson (simning & vattenpolo), Tore Ljungqvist (vattenpolo), Gösta Persson (simning)                                                                                              | |
| Olympiska sommarspelen 1928 | Amsterdam, Nederländerna  | Sven Pettersson (simning) | |
| Olympiska sommarspelen 1924 | Paris, Frankrike          | Cletus & Vilhelm Andersson (vattenpolo), Hilmer Wictorin (vattenpolo), Nils Backlund (vattenpolo), Thor Henning (simning)                                                                                                | |
| Olympiska sommarspelen 1920 | Antwerpen, Belgien        | Max Gumpel (vattenpolo), Nils Backlund (vattenpolo), Olle Dickson (vattenpolo), Thor Henning (simning), Vilhelm Andersson (vattenpolo).                                                                                  | Thor Henning, silver på 200m bröstsim och 400m bröstsim. Gumpel, Backlund, Dickson, Andersson tog tillsammans med det svenska laget i vattenpolo en bronsmedalj. |
| Olympiska sommarspelen 1912 | Stockholm, Sverige        | Ernst Brandsten (simhopp), Hugo Lundevall (simning), Max Gumpel (vattenpolo), Thor Henning (simning), Vilhelm Andersson (vattenpolo).                                                                                    | Gumpel och Andersson tog tillsammans med det svenska laget i vattenpolo en silvermedalj. Thor Henning, silver på 400m bröstsim.                                  |
| Olympiska sommarspelen 1908 | London, Storbritannien    | Vilhelm Andersson (simning), Arvid Spångberg (simhopp), Gustaf Wretman (simning), Max Gumpel (simning) | Arvid Spångberg, brons i varierande hopp. |
| Olympiska sommarspelen 1906 | Aten, Grekland            | Gustaf Wretman (simning), Nils Regnell (simning) | |